# Civilização mixteca
Os mixtecas (/ˈmiːstɛks,_ˈmiːʃtɛks/), também conhecidos como mistecas, mixteques ou mixtecos, são povos indígenas mesoamericanos do México habitam a região conhecida como La Mixteca, em Oaxaca e Puebla e Guerrero. A região e os povos mixtecas são tradicionalmente divididos em três grupos, dois com base em sua casta econômica original e um com base na região em que se estabeleceram. 
Em tempos pré-colombianos, várias cidades-Estado mixtecas competiam entre si e com os reinos zapotecas. O principal centro político mixteca era Tututepec, que ganhou destaque no século XI sob a liderança de Oito Veado, o único rei mixteca que conseguiu unir os governos das Terras Altas e Baixas em um único Estado. 
Como o resto dos povos indígenas do México, os mixtecas foram conquistados pelos invasores espanhóis e seus aliados indígenas no século XVI. Os mixtecas pré-colombianos somavam cerca de 1,5 milhão. Hoje, existem aproximadamente 800 mil pessoas mixtecas no México, além de populações significativas nos Estados Unidos.

## Nomenclatura e etimologia
O termo mixteca (mixteco em espanhol) vem da palavra náuatle mixtecah [miʃˈtekaʔ], ou "povo da nuvem". Os mixtecas têm muitos nomes para se autodenominarem, como ñuù savi, nayívi savi, ñuù davi, nayivi davi, etc. Todas essas denominações podem ser traduzidas como 'a terra da chuva'.

## Visão geral

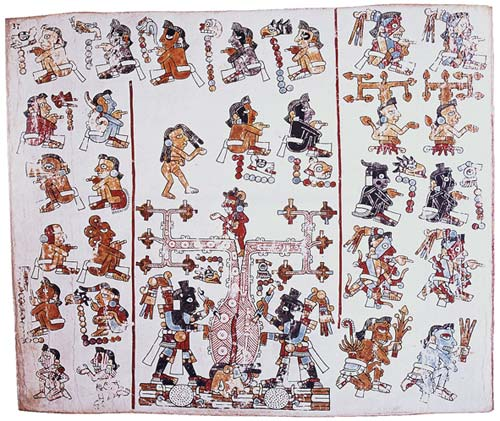
Placa 37 do Códice Vindobonensis. A cena central supostamente retrata a origem dos mixtecas como um povo cujos ancestrais surgiram de uma árvore.

Nos tempos pré-colombianos, os mixtecas eram uma das principais civilizações da Mesoamérica. Importantes centros antigos dos mixtecas incluem a antiga capital de Tilantongo, bem como os locais de Achiutla, Cuilapan, Huajuapan, Mitla, Tlaxiaco, Tututepec, Juxtlahuaca e Yucuñudahui. Os mixtecas também fizeram grandes construções na antiga cidade de Monte Albán (que se originou como uma cidade zapoteca antes que os mixtecas a controlassem). O trabalho dos artesãos mixtecas que produziram trabalhos em pedra, madeira e metal eram apreciados em toda a Mesoamérica antiga.
De acordo com West, "os mixtecas de Oaxaca ... eram os principais ourives da Mesoamérica", o que incluía a "fundição de ouro e suas ligas por cera perdida."
No auge do Império Asteca, muitos mixtecas prestavam homenagem aos astecas, mas nem todas as cidades mixtecas se tornaram vassalas. Elas resistiram ao domínio espanhol até serem subjugadas pelos espanhóis e seus aliados indígenas liderados por Pedro de Alvarado.

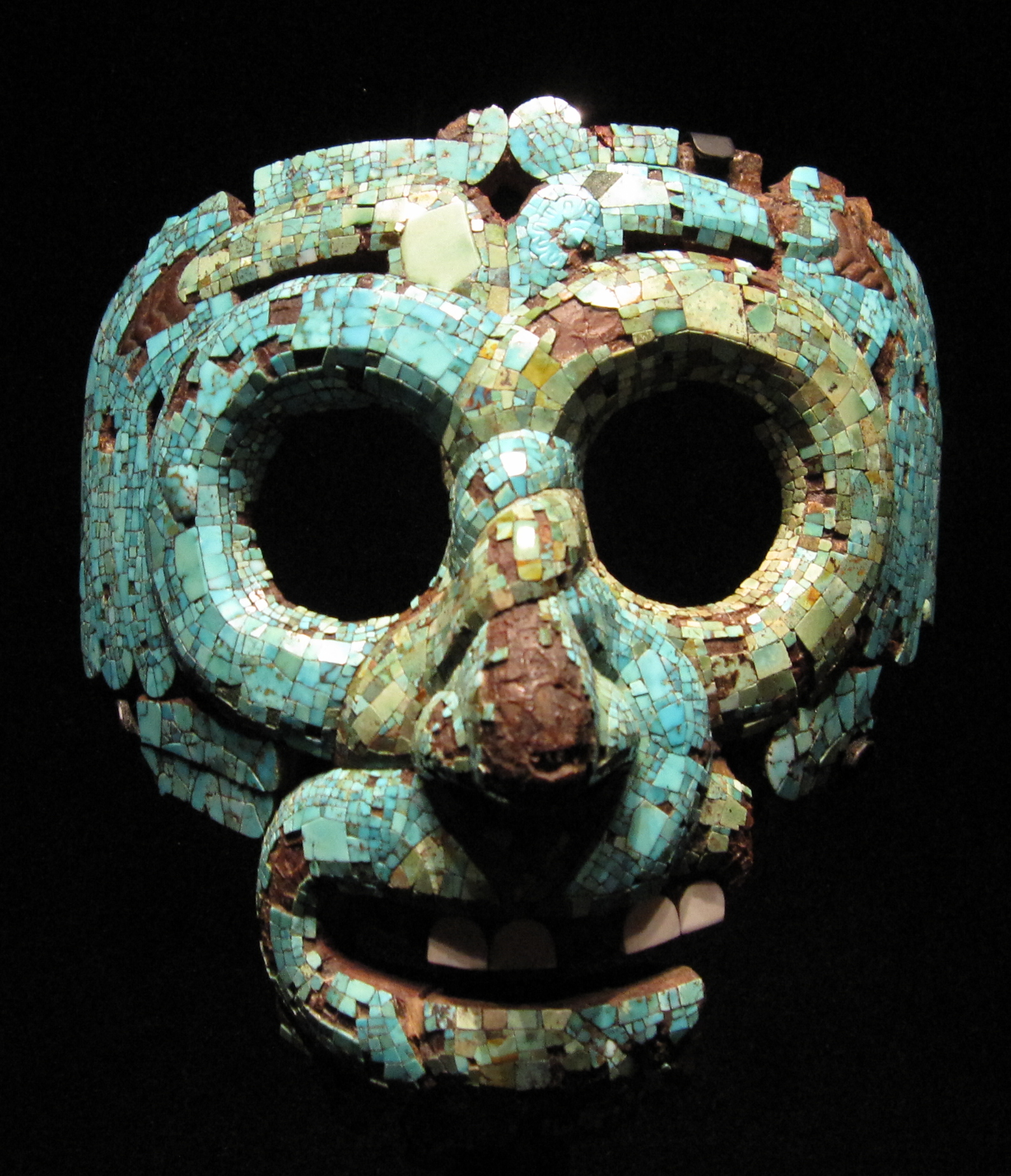
Máscara de mosaico de turquesa. mixteca-asteca, 1400-1521 d.C.

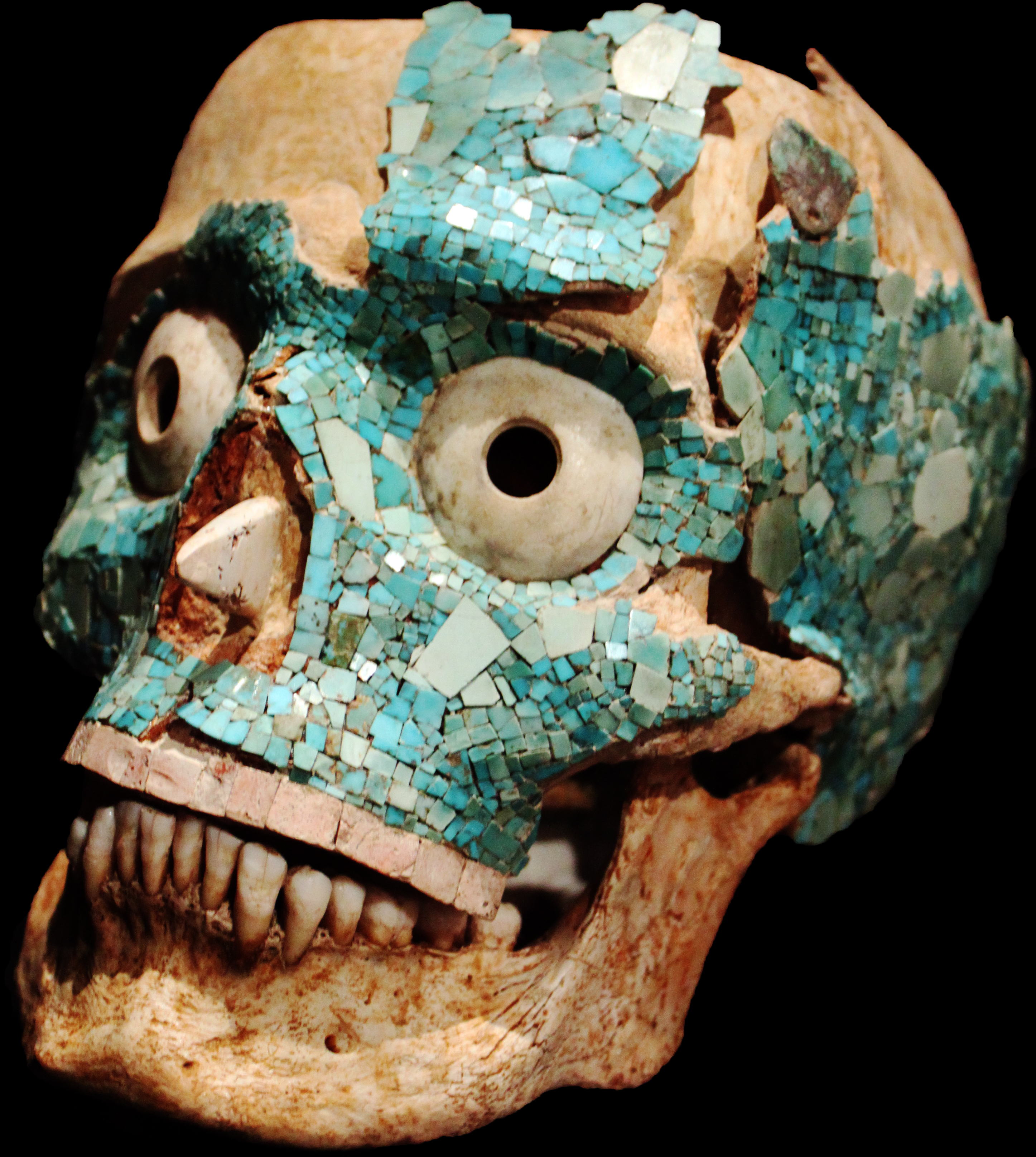
Máscara funerária mixteca; Sepultura No. 7, Monte Albán; Museu das Culturas de Oaxaca.

Os mixtecas migraram para várias partes do México e dos Estados Unidos. Nos últimos anos, um grande êxodo de povos indígenas de Oaxaca, como os zapotecas e os triquis, os fez emergir como um dos grupos mais numerosos de ameríndios nos Estados Unidos. Em 2011, cerca de 150 mil pessoas mixtecas viviam na Califórnia e 25 mil a 30 mil na cidade de Nova York. Existem grandes comunidades mixtecas nas cidades fronteiriças de Tijuana, Baja California, San Diego, Califórnia e Tucson, Arizona. As comunidades mixtecas são geralmente descritas como transnacionais ou transfronteiriças devido à sua capacidade de manter e reafirmar os laços sociais entre suas terras natais e a comunidade diaspórica.

## Mixtecas na era colonial
Há uma documentação considerável na língua nativa mixteca (ñudzahui) para a era colonial, que foi estudada como parte da Nova Filologia. A documentação mixteca indica paralelos entre muitas estruturas sociais e políticas indígenas com as das áreas náuatles, mas a pesquisa publicada sobre os mixtecas não se concentra principalmente em questões econômicas. Há considerável documentação mixteca para questões de terra, mas escassa para a atividade de mercado, talvez porque os cabildos indígenas não regulassem o comércio ou mediassem disputas econômicas, exceto pela terra. O comércio de longa distância existia na era pré-hispânica e continuou nas mãos dos indígenas no início da colonização. Na segunda metade do período colonial, havia mercadores mixtecas bilíngues, negociando tanto com mercadorias espanholas quanto indígenas, que operavam regionalmente. No entanto, “no século XVIII, o comércio era dominado pelos espanhóis em todos os locais de troca, exceto os locais envolvendo a venda de commodities agrícolas e artesanato indígena ou a revenda de produtos importados”.
Apesar do desenvolvimento de uma economia de troca local, vários espanhóis com interesses econômicos em Oaxaca, incluindo “alguns dos sacerdotes, mercadores e proprietários de terras mixtecas mantiveram residência permanente em Puebla e trabalho para os obrajes (oficinas têxteis) de a cidade de Puebla nos séculos XVI e XVII às vezes recrutando em aldeias camponesas mixtecas”. Há evidências de litígios comunitários contra caciques mixtecas que arrendaram terras para espanhóis e o crescimento do trabalho assalariado contratado individualmente. A documentação mixteca do final do século XVIII indica que “a maioria dos caciques eram simplesmente investidores abastados em empresas de estilo espanhol”; alguns eram não índios casados com indígenas; no final da era colonial, poucos tinham direito à autoridade hereditária.

## Geografia

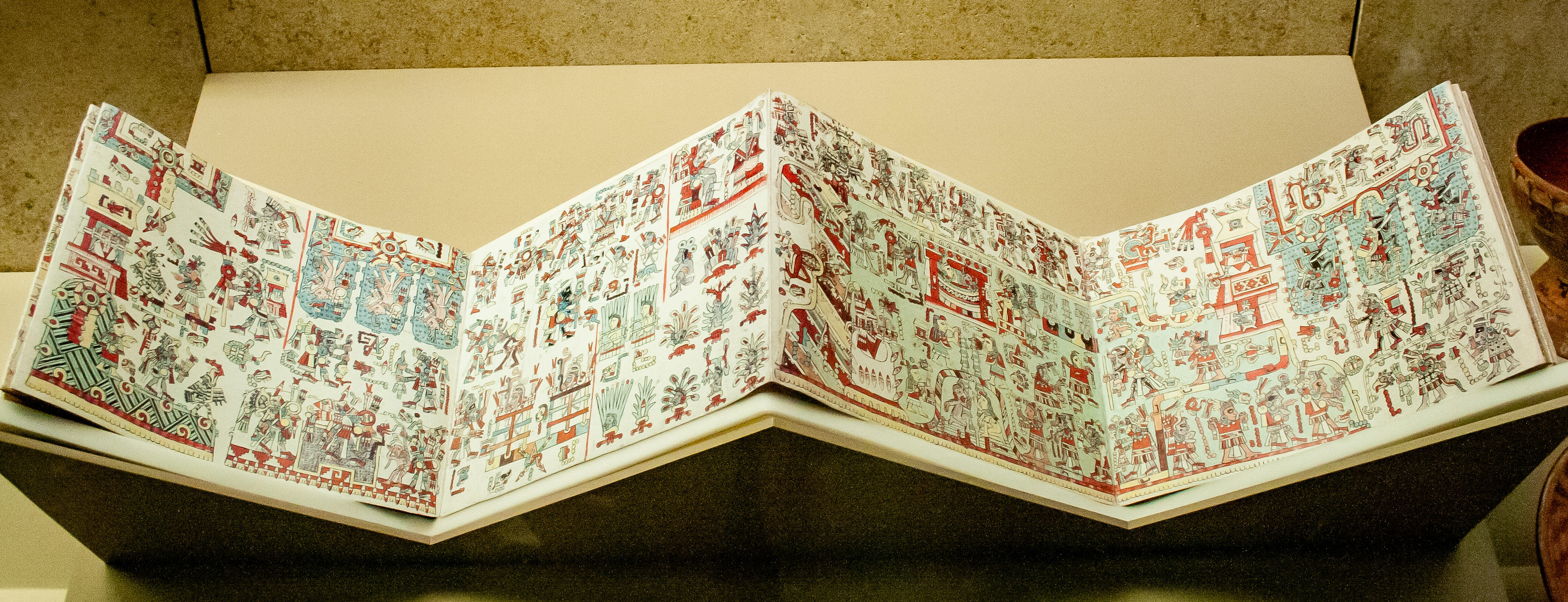
Códice Zouche-Nuttall. Museu Britânico.

A área mixteca, histórica e atual, corresponde aproximadamente à metade ocidental do estado de Oaxaca, com algumas comunidades mixtecas estendendo-se ao estado vizinho de Puebla ao noroeste e também ao estado de Guerrero. O povo mixteca e suas terras natais são frequentemente subdivididos em três áreas geográficas: A Mixteca Alta, nas montanhas ao redor e a oeste do Vale de Oaxaca; a Mixteca Baja, ao norte e oeste dessas terras altas; e a Mixteca de la Costa, nas planícies do sul e na costa do Oceano Pacífico. Durante a maior parte da história mixteca, a Mixteca Alta foi a força política dominante, com as capitais da nação mixteca localizadas nas terras altas centrais. O próprio Vale de Oaxaca era frequentemente uma região de fronteira disputada, às vezes dominada pelos mixtecas e às vezes por seus vizinhos a leste, os zapotecas.

## Linguagem, códices e arte

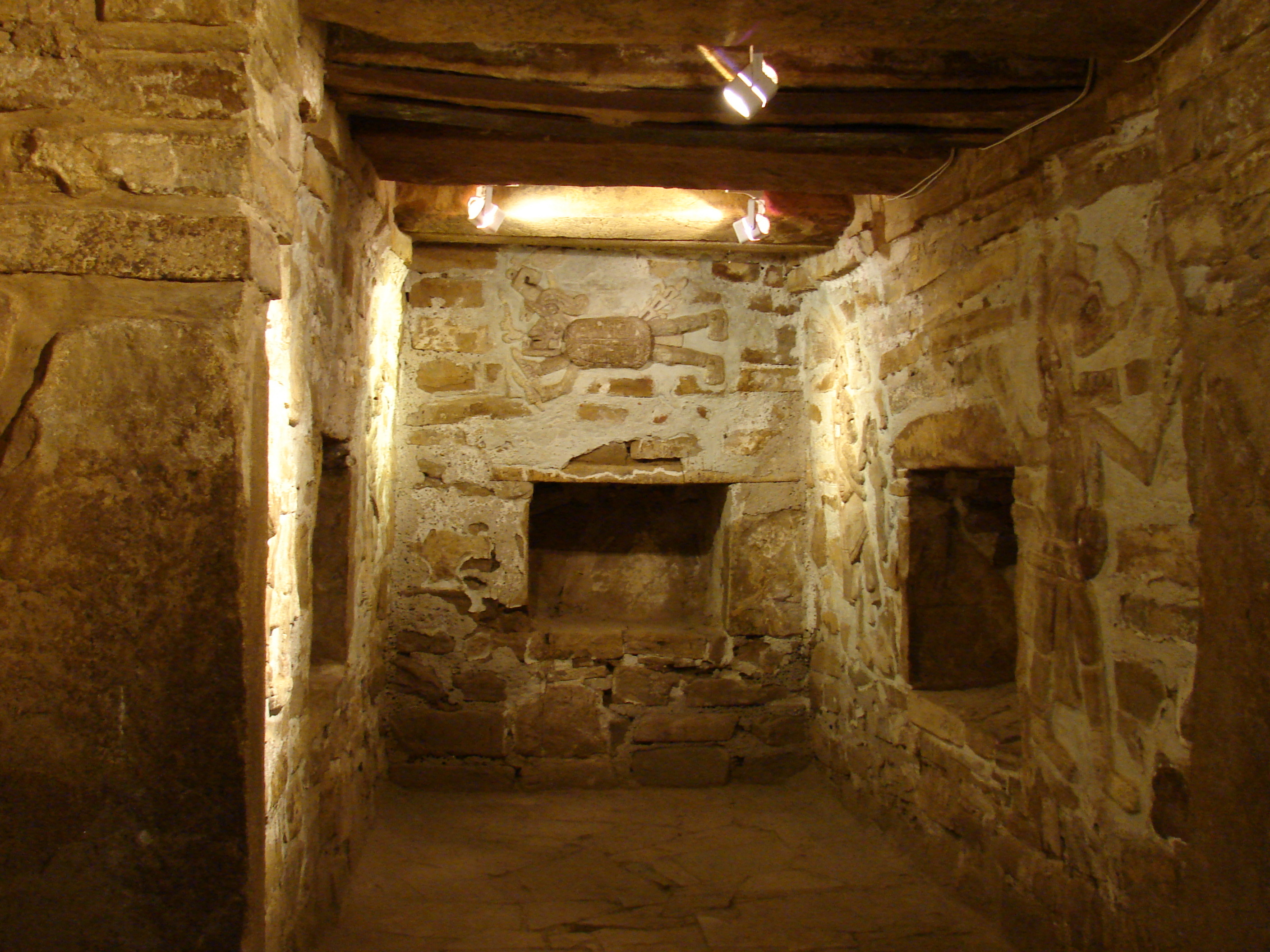
Os relevos em estuque da Tumba 1 de Zaachila (Vale, Oaxaca) revelam uma notável influência da arte mixteca. É provável que a tumba pertença a uma pessoa cujo nome está registrado no Nuttall Codex. Tumba 1 de Zaachila, Vales Centrais de Oaxaca, pós-clássico tardio.

Estima-se que as línguas mixtecas (em suas muitas variantes) fossem faladas por cerca de 300 mil pessoas no final do século XX, embora a maioria dos falantes do mixteca também tivesse pelo menos um conhecimento prático da língua espanhola. 
Os mixtecas são bem conhecidos no mundo antropológico por seus códices, ou imagens fonéticas, nas quais escreveram sua história e genealogias em pele de veado na forma de um "livro dobrado". A história mais conhecida dos códices mixtecas é a do Senhor Oito Veados, batizado em homenagem ao dia em que nasceu, cujo nome pessoal é Garra de Jaguar, e cuja história épica está relatada em vários códices, incluindo o Códice Bodley e o Códice Zouche-Nuttall . Ele conquistou e uniu com sucesso a maior parte da região da Mixteca.
Eles também eram conhecidos por seu domínio excepcional de joias e mosaicos, nos quais ouro e turquesa figuram com destaque. Os produtos da ourivesaria mixteca constituíram uma parte importante da homenagem que eles prestavam aos astecas durante partes de sua história.  Máscaras de mosaico turquesa também desempenharam um papel importante nas funções políticas e religiosas. Essas máscaras eram usadas como presentes para formar alianças políticas em cerimônias durante as quais o portador da máscara se fazia passar por um deus, sendo que elas eram fixadas em fardos funerários que eram vistos como oráculos.